# Klenkanje
Klenkanje (ang. engine knocking, pinging, pinking, ali detonation) je pojav pri bencinskih motorjih s svečko, ko se mešanica gorivo/zrak ne vžge ob pravilnem času. Deli zmesi, ki so daleč od svečke, se vžgejo sami od sebe, zgorijo eksplozivno in pri visokih tlakih. Za pravilno delovanje motorja se mora mešanica vžgati ob točno določenem trenutku in zgorevanje mora biti nadzorovano. 
Klenkanje je manj pogosto v hladnejšem podnebju. Moderni common rail motorji so manj dovzetni za klenkanje. Pri dizlih ni konvencionalnega klenkanja (ni svečke), vendar pride tudi pri njih do podobnega pojava. 
Klenkanje ni isto kot predvžig (pre-ignition) - pri tem pojavu se mešanica, zaradi visokih točk v cilindru, vžge pred vžigom svečke. V nekaterih primerih lahko zgodnji predvžig potisne gred v nasprotno smer, kar zelo obremeni motor. V nekaterih primerih pri bencinskih, ko uporabnik ustavi motor, lahko predvžig še naprej poganja motor - kar se imenuje "dizlanje" (dieseleing). Ta pojav je redek v sodobnih motorjih, ker elektronski vbrizg prekine dotok goriva in motor se ustavi.
Klenkanje zmanjša moč motorja, povzroča pregrevanje, grob tek in lahko tudi poškoduje motor, sicer je klenkanje precej manj škodljivo kot predvžig. Klenkanje se da preprečiti z visokooktanskim gorivom, z obogatenjem mešanice gorivo/zrak, zmanjšanjem obratov in zmanjšanje obremenitve motorja.